# Liste des épisodes de Parenthood

Cet article présente la liste des épisodes de la série télévisée américaine Parenthood.

## Première saison (2010)
Cette saison a été diffusée du 2 mars au 25 mai 2010 sur NBC.
1. Pères et mères (Pilot)
2. Tomber de haut (Man Versus Possum)
3. Dans le grand bain (The Deep End of the Pool)
4. Premières fois (Wassup)
5. Le bruit et la fureur (The Situation)
6. Toute vérité n'est pas bonne à dire (The Big 'O')
7. Les enfants d'abord (What's Goin' On Down There?)
8. Premières impressions (Rubber Band Ball)
9. Coquin, coquine (Perchance to Dream)
10. La vérité en face (Namaste No More)
11. Liaisons dangereuses (Solace)
12. Pas à pas (Team Braverman)
13. New York, New York (Lost and Found)

## Deuxième saison (2010-2011)
Cette saison a été diffusée du 14 septembre 2010 au 22 mai 2011 sur NBC.
1. L'art de réparer (I Hear You, I See You)
2. De bonnes intentions (No Good Deed)
3. Envahissantes... mais pas trop (I'm Cooler Than You Think)
4. Tête à tête (Date Night)
5. Le bonheur des uns... (The Booth Job)
6. L'épreuve du feu (Orange Alert)
7. Les mots pour le dire (Seven Names)
8. Larguer les amarres (If This Boat is a Rockin')
9. Trouver sa place (Put Yourself Out There)
10. Repas de famille (Happy Thanksgiving)
11. Devine qui vient dîner (Damage Control)
12. A chacun son style (Meet the New Boss)
13. Grande première (Opening Night)
14. Diviser pour exister (A House Divided)
15. Rock'n roll ! (Just Go Home)
16. On est comme on est (Amazing Andy and His Wonderful World of Bugs)
17. Les bonnes décisions, et les autres... (Do Not Sleep With Your Autistic Nephew's Therapist)
18. Un mal pour un bien (Qualities And Difficulties)
19. Au pied du mur (Taking The Leap)
20. Le bal des terminales (New Plan)
21. Dégringolades (Slipping Away)
22. Tous en scène (Hard Times Come Again No More)

## Troisième saison (2011-2012)
Le 13 mai 2011, la série est renouvelée par NBC pour une troisième saison de 18 épisodes. Elle a été diffusée du 13 septembre 2011 au 28 février 2012.
1. Pas sans toi (I Don't Want to Do This Without You)
2. Il est à vous ce bébé ? (Hey, If You're Not Using That Baby...)
3. Un pas dans la bonne direction (Step Right Up)
4. Tout va bien sous le soleil (Clear Skies From Here on Out)
5. Nora (Nora)
6. Cartes postales de la Luncheonette (Tales From the Luncheonette)
7. Plaisir forcé en famille (Forced Family Fun)
8. Entre-deux (In-Between)
9. Mauvais perdant (Sore Loser)
10. M. Honnêteté (Mr. Honesty)
11. Porté disparu (Missing)
12. Sur la route (Road Trip)
13. Le sourire aux lèvres (Just Smile)
14. Ainsi soit-il (It Is What It Is)
15. La politique, toujours la politique (Politics)
16. Qui aime bien châtie bien (Tough Love)
17. Ne m'oublie pas (Remember Me, I'm the One Who Loves You)
18. Le mariage de mon frère (My Brother's Wedding)

## Quatrième saison (2012-2013)
Le 10 mai 2012, la série est renouvelée pour une quatrième saison de 15 épisodes diffusée du 11 septembre 2012 au 22 janvier 2013.
1. Portrait de famille (Family Portrait)
2. Prévus et imprévus (Left Field)
3. Tous vulnérables (Everything Is Not Okay)
4. Le temps de l’insouciance (The Talk)
5. L’heure des confrontations (There's Something I Need to Tell You...)
6. Contre toute attente… (I'll Be Right Here)
7. Une famille unie (Together)
8. Blessures cachées (One More Weekend With You)
9. Question de priorité (You Can't Always Get What You Want)
10. Les blessures de la vie (Trouble in Candyland)
11. Un moment très special… (What to My Wondering Eyes)
12. Un nouveau visage (Keep on Rowing)
13. Petites victoires (Small Victories)
14. Choisir pour avancer (One Step Forward, Two Steps Back)
15. La fin d’un cycle (Because You're My Sister)

## Cinquième saison (2013-2014)
Le 26 avril 2013, NBC a officiellement renouvelée la série pour une cinquième saison composée de 22 épisodes diffusée désormais les jeudis à 22 h du 26 septembre 2013 au 17 avril 2014.
1. Le temps du changement (It Has to be Now)
2. De grandes décisions (All Aboard Who's Coming Aboard)
3. Faire face (Nipple Confusion)
4. Lançons-nous ! (In Dreams Begin Responsibility)
5. Mise au point (Let's Be Mad Together)
6. La force des mots (The M Word)
7. Partir pour mieux revenir... (Speaking of Baggage)
8. Si loin et si proches (The Ring)
9. Le grand jour (Election Day)
10. L’avenir est incertain (All That's Left is the Hugging)
11. Le temps des promesses (Promises)
12. Perdre ses illusions (Stay a Little Longer)
13. Sans regrets (Jump Ball)
14. Suivre son instinct (You've Got Mold)
15. Comme à la maison (Just Like at Home)
16. Remonter la pente (The Enchanting Mr. Knight)
17. Petits heurts en famille (Limbo)
18. Crise de conscience (The Offer)
19. Instants privilégiés (Fraud Alert)
20. Le grand saut (Cold Feet)
21. La force de l’amour (I'm Still Here)
22. Tourner la page (The Pontiac)

## Sixième saison (2014-2015)
Le 11 mai 2014, NBC a officiellement renouvelé la série pour une sixième et dernière saison composée de treize épisodes diffusée du 25 septembre 2014 au 29 janvier 2015.
1. Retour à la case départ   (Vegas)
2. Joyeux Anniversaire , Zack! (Happy Birthday, Zeek)
3. L'insoutenable attente (The Waiting Room)
4. Bon rétablissement (A Potpourri of Freaks)
5. Accidents de parcours (The Scale of Affection is Fluid)
6. L'argent ne fait pas le bonheur (Too Big to Fail)
7. Tout ou rien (These Are the Times We Live In)
8. Forcer le destin (Aaron Brownstein Must Be Stopped)
9. Une question de confiance (Lean In)
10. Le bon moment (How Did We Get Here?)
11. Album de famille (Let's Go Home)
12. Le temps des décisions (We Made It Through the Night)
13. L'ultime partie (May God Bless and Keep You Always)